# Tommy Morrison
Pour les articles homonymes, voir Morrison.
Tommy Morrison, né le 1er janvier 1969 à Gravette, dans l'Arkansas, aux (États-Unis), et mort le 1er septembre 2013 à Omaha, dans le Nebraska, aux (États-Unis), est un boxeur et acteur américain.
On lui attribue généralement un lien de parenté avec l'acteur John Wayne (dont le vrai nom est Marion Robert Morrison) à qui il a repris le surnom « The Duke ».
La carrière professionnelle de Tommy Morrison a commencé en 1989, mais c'est son rôle dans Rocky 5 aux côtés de Sylvester Stallone (il y joue le jeune espoir Tommy Gunn) qui l'a révélé au grand public. En tant que poids lourds blanc, Morrison faisait figure d'exception à une époque où la catégorie était dominée par les boxeurs noirs.
Morrison est devenu champion du monde WBO en 1993, à vingt-quatre ans, grâce à une victoire aux points sur George Foreman. Sa carrière prometteuse mais en dents de scie s'est arrêtée en 1996, lorsqu'il a été déclaré séropositif après un test sanguin de routine : le risque qu'il contamine d'autres boxeurs au cours d'un combat a été jugé trop important pour qu'il soit autorisé à continuer la boxe. Le cas de Morrison a provoqué une prise de conscience dans le monde de la boxe (les autorités ont généralisé les tests sanguins avant les combats) mais a aussi été, pour l'ensemble de la société américaine, un rappel que le VIH n'était pas un virus réservé à des minorités.
Pendant une dizaine d'années, Morrison a surtout fait parler de lui à la rubrique des faits divers et pour sa reprise de théories douteuses sur le VIH. Mais en 2007, il a effectué un retour controversé, en avançant des éléments visant à établir que le test de 1996 était un faux positif.

## Biographie

### Jeunesse et carrière amateur
Tommy David Morrison est né le 1er janvier 1969, à Gravette, dans l'Arkansas, aux (États-Unis). Il hérite du prénom de son oncle, mort sur un chantier de construction. Le père de Tommy, Tim Morrison, est un coureur de jupons qui s'habille comme Elvis et roule en Corvette. Sa mère, Diana, cent pour cent amérindienne, est portée sur l'alcool. Le couple a des problèmes en raison des infidélités de Tim. Lorsque Tommy a quatre ans, Diana trouve Tim en compagnie d'une femme dans un bar. Une bagarre s'ensuit au cours de laquelle la femme est poignardée à mort. Diana est acquittée.
De manière générale, l'éducation de Tommy n'est pas des meilleures : il regarde très jeune des revues pornographiques, son père est un homme violent. Il se met à la boxe lorsqu'il est à l'école primaire. À dix ans, sur l'insistance de son père, il participe à des compétitions de boxe. La famille déménage à Dekatur (Texas), et Tommy découvre, par hasard, les « Tough Man Contest ». Il est immédiatement séduit, mais l'âge minimal pour participer est fixé à vingt-et-un ans : il en a treize. Il truque son certificat de naissance pour pouvoir combattre contre des adultes.
Son père, Tim Morrison, se crève un œil dans un accident du travail, et perd son emploi. Il devient alors tyrannique, imposant à sa famille de vivre dans la pénombre (la lumière le fait souffrir) et battant sa femme à l'occasion. Tim et Diana divorcent et Tommy déménage avec sa mère, son frère et sa sœur dans la petite ville de Jay (Oklahoma). La famille est dans le besoin et Tommy doit quitter l'école pour travailler dans l'entreprise de construction reprise par un ami de son père, le temps que sa mère termine sa formation d'infirmière. Tommy participe alors à autant de « Tough Man Contest » qu'il le peut, afin d'arrondir ses fins de mois. Il gagne 49 de ses 50 combats. Diana obtient son diplôme d'infirmière, ce qui permet à Tommy de retourner à l'école, sans pour autant le détourner de la boxe.
Lorsque Tommy Morrison entre à l'école secondaire, ses centres d'intérêts commencent à se déplacer : il abandonne peu à peu la boxe pour les voitures et les filles. Il acquiert rapidement une réputation de tête brûlée : il participe fréquemment à des rixes, incendie le terrain de baseball de l'école secondaire de Jay parce que l'entraîneur ne le fait pas jouer, devient encaisseur pour la mafia irlandaise de Kansas City (dans laquelle son père l'a introduit). En sport, il se tourne vers le football américain, pour lequel il est doué. Il devient linebacker (secondeur) de l'équipe de Jay.
À la fin de l'école secondaire, il est choisi par l'équipe de football américain d'Emporia State University (Kansas). Sa mère souhaite cependant qu'il suive la tradition familiale en entrant aux Kansas City Golden Gloves. Il s'entraîne en tapant dans un vieux sac de chiffon suspendu au porche de la maison familiale. Il gagne les Kansas City Golden Gloves, arrive aux National Golden Gloves (défaite en demi-finale), puis aux qualifications pour les jeux olympiques de Séoul. Il est battu à dix-neuf ans au premier tour par Ray Mercer (qui gagnera le titre olympique), mais est remarqué par John Brown, le propriétaire d'une petite ligne d'équipements de boxe. Brown a immédiatement senti le potentiel de Morrison, et décide de devenir son manager (gérant). En août 1988, alors qu'il devait signer à Emporia, Morrison s'engage avec Brown pour une carrière de boxeur professionnel.
Son bilan amateur, probablement non vérifiable puisqu'il tient compte des « Tough Man Contest », est officiellement fixé à 343 victoires pour 24 défaites et 1 nul.

### Carrière professionnelle

#### Débuts professionnels
Morrison dispute son premier combat professionnel le 10 novembre 1988, contre William Muhammad, qu'il bat par TKO au premier round. Les combats se suivent et se ressemblent : il faut attendre le sixième adversaire (Traore Ali) pour que Morrison boxe au-delà du premier round. Le boxeur de Jay enchaîne les victoires, mais Brown sait qu'il ne peut pas gérer seul la carrière de celui-ci. Il envoie donc début 1989 une cassette vidéo à Bill Cayton, le manager de Mike Tyson. Sur la bande sont enregistrés les huit premiers KO de Morrison. Cayton est fortement impressionné par le jeune boxeur (et en particulier par son crochet du gauche). Il se déplace à Kansas City le 22 avril 1989 pour le neuvième combat de Morrison. Le boxeur affronte Lorenzo Boyd (ancien adversaire de Tyson) qui tient un round avant d'être mis KO. Cayton, convaincu, s'engage à co-manager Morrison qui continue sa série de victoires expéditives, affrontant au passage un autre ancien adversaire de Tyson, David Jaco.

#### Rocky 5
Sylvester Stallone ayant remarqué le jeune boxeur, est à la recherche d'un acteur pour jouer le rôle de Tommy Gunn dans Rocky 5, et fait signer Tommy Morrison. Dès lors, et pour près d'un an, la carrière de boxeur de Tommy Morrison est ralentie, voire perturbée par le tournage du film. Le 14 novembre 1989, le combat de Morrison contre Lorenzo Canady est utilisé afin de tourner des plans (l'entrée sur le ring, la fin du combat) qui doivent s'insérer dans le film. Alors qu'en tête d'affiche, Sugar Ray Leonard affronte Roberto Duran pour la troisième fois, Morrison obtient une décevante victoire aux points en six rounds contre Ken Lakusta avant de se consacrer au tournage du film.
Le tournage est mouvementé puisque Morrison, prenant son rôle très à cœur, casse (au cours de scènes de combat) la mâchoire d'un cascadeur puis l'orbite d'un autre, ce qui vaut à Stallone d'être poursuivi. Stallone change ensuite le scénario du film, décidant de faire survivre Rocky (contrairement à la première mouture où il devait mourir dans la rue). Cela impose à Morrison de tourner une seconde fois le combat final, et repousse son retour sur les rings. Bill Cayton ne semble pas s'en faire pour autant, puisque Stallone a pris lui-même en charge le maintien en forme du boxeur avec un programme cardiovasculaire et un régime sans laitage. Le retour de Morrison sur le ring a lieu le 9 juin 1990. Après six mois passés sur le plateau de tournage, il affronte Charlie Woodward qu'il met aisément KO, mais se brise les deux mains au cours du combat. Une courte polémique s'ensuit, au cours de laquelle Cayton accuse le régime préconisé par Stallone d'avoir affaibli les os de son protégé. Mais Morrison se remet et finit l'année 1990 avec deux nouvelles victoires.
Le 16 novembre 1990, juste après la victoire de Morrison sur Mike Acey, Rocky 5 sort aux États-Unis. La célébrité de Tommy Morrison grandit, mais il reste concentré sur sa carrière de boxeur. Sa toute nouvelle notoriété lui permet d'affronter, début 1991, des boxeurs mieux côtés, comme James Tillis et surtout Pinklon Thomas, ancien champion poids lourds WBC. Morrison domine son adversaire et lui ouvre l'arcade droite dès le premier round : Thomas ne se relève pas pour le second round. Morrison, à vingt-deux ans, s'impatiente et souhaiterait pouvoir disputer un championnat du monde.
En attendant, il affronte le boxeur russe Yuri Vaulin. Vaulin remporte les premières reprises face à un Morrison qui s'essouffle, mais l'Américain passe à l'attaque au cinquième round et envoie son adversaire à terre à deux reprises, l'arbitre arrête le combat. Le même soir, George Foreman échoue dans sa conquête du titre unifié (WBC-WBA-IBF) en perdant aux points contre Evander Holyfield, Morrison tente en vain de convaincre Holyfield de lui laisser sa chance au vu de ses belles prestations.

#### Le combat contre Ray "Merciless" Mercer
La chance mondiale ne va pourtant pas se refuser plus longtemps au boxeur de vingt-deux ans. Il affronte, le 18 octobre 1991, Ray Mercer, tenant du titre WBO. Le combat, initialement programmé en août, a mis du temps à se dessiner. C'est une revanche des qualifications de 1988 pour les Jeux Olympiques (la dernière défaite de Morrison), mais cette fois-ci en professionnel, avec un titre mondial à la clé pour Morrison s'il gagne.
Mercer sort d'un combat compliqué contre Damiani, qu'il a battu par KO au 9e round mais après avoir été dominé aux points durant les 8 premières. Avant le combat, Morrison déclare : « Ray Mercer a un cœur de lion et un menton exceptionnel. Mais il reste un combattant unidimensionnel qui n'a pas progressé. Ce sera une guerre pendant trois rounds, puis je me vois prendre lentement le dessus. Vous ne mettez pas Ray Mercer KO avec un ou deux coups. Vous devez le faire abandonner ».
Le soir du 18 octobre 1991, Morrison attaque le combat de bien meilleure manière que son adversaire. Il place de bonnes combinaisons de crochets au corps terminées en uppercut. Plusieurs fois au cours des trois premiers rounds, un Mercer curieusement apathique encaisse des coups propres à mettre KO la plupart des boxeurs de la catégorie, sans paraître excessivement en difficulté. Au round 3, Mercer reste dominé et est à nouveau touché, mais il commence à se montrer plus actif. Le combat change radicalement à partir round 4, où Morrison donne des signes de fatigue tandis Mercer se montre par moments très dangereux, touchant plusieurs fois son adversaire. C'est exactement l'inverse de ce à quoi Morrison s'attendait. À la fin du quatrième round qu'il a largement dominé, Mercer lève les bras. Dans le camp de Morrison, on essaie de détendre son champion, qui n'est absolument pas habitué aux combats longs. Le round 5 tourne à la catastrophe pour Morrison. Mercer se recule vers un coin du ring et Morrison essaie de le frapper sans faire preuve de beaucoup de discernement. Mercer esquive et c'est Morrison qui se trouve dans le coin, touché par son adversaire. Plusieurs coups très violents l'envoient KO dans les cordes, mais l'arbitre tarde à intervenir. Mercer, faisant honneur à son surnom de « Merciless » (sans pitié), continue à frapper son adversaire qui s'effondre lentement, au cours de ce qui reste probablement un des KO les plus violents de la boxe en catégorie poids lourds.
George Foreman révèle plus tard que, à la vue de cette défaite, il avait appelé le camp de Morrison pour lui donner un conseil : « J'ai vu qu'il avait la vieille malédiction du puncheur que j'ai eu autrefois et j'ai appelé son camp et leur ai dit pourquoi et comment l'éviter. » Il s'agissait de courir une heure par jour. On a surtout noté que le manager de Morrison, Bill Cayton, avait probablement fait une erreur en laissant son protégé affronter aussi tôt dans sa carrière un boxeur aussi dur que Mercer.

#### Nouvelle série de victoires
Les inquiétudes des observateurs ne sont pas justifiées : au début de l'année 1992, Morrison revient. Pour ses combats de retour, il se défait assez facilement de quelques adversaires. Puis, au mois de juillet, il affronte Joe Hipp, un solide et bon boxeur amérindien n'ayant que deux défaites à son palmarès. Le combat est particulièrement brutal. Morrison, au courage, avec la mâchoire et une main cassée depuis le deuxième round, finit par mettre Hipp (dont la pommette a explosé) KO au cours du neuvième round. On parle alors d'un combat avec George Foreman.
Le combat est rapidement fixé pour avril 1993. En attendant, Morrison dispute trois combats, dont un contre Carl Williams en janvier 1993. Le combat est important, car Carl Williams est considéré comme un boxeur dangereux, bon technicien. Morrison, comme à son habitude, démarre fort et envoie Williams au sol d'un crochet du gauche dès le premier round, puis à nouveau au troisième. Mais, contrairement à la plupart des adversaires et à l'instar de Mercer, Williams commence à revenir dans le combat. Au cinquième round, Morrison est envoyé deux fois au tapis, mais Williams ne parvient pas à finir son adversaire. Le combat s'équilibre. Au début du huitième round, Morrison, qui est en retard aux points, parvient à toucher Williams d'un crochet du gauche, puis lui assène une grêle de coups, provoquant un arrêt de l'arbitre.

#### Morrison contre Foreman
En plus d'être un combat contre un adversaire prestigieux, le combat du 7 juin 1993 est une nouvelle chance pour Morrison de conquérir le titre WBO des lourds. Le titre est vacant, après que Michael Moorer a refusé d'affronter son challenger officiel. Mais ce combat est surtout l'occasion pour Morrison de gravir encore un échelon vers les titres plus prestigieux que détient à l'époque Riddick Bowe. La victoire de Morrison sur Williams lui donne une grande crédibilité.
Au vu de ses 44 ans, l'ancien champion du monde George Foreman, n'est pas favori, malgré sa popularité et ses récentes victoires. Malgré l'avantage du poids, il ne semble pas en mesure de s'imposer face à un Morrison plus jeune que lui et particulièrement revanchard. Pour préparer ce rendez-vous, l'entraîneur de Morrison, Virgets, apporte les cassettes des combats de Foreman contre Ali et contre Jimmy Young. Morrison les regarde en boucle, pour s'imprégner de la manière dont on peut battre Foreman : ne pas rester en face de lui.
Dès le début, le combat prend la forme qu'il va garder jusqu'à la fin : Morrison est très mobile, bouge beaucoup la tête, et vient rarement au corps à corps contre son adversaire, préférant se retirer après chaque combinaison de coups, allant parfois jusqu'à tourner le dos à son adversaire. De son côté, George Foreman avance sans arrêt sur Morrison. Autre particularité de ce combat : Morrison utilise beaucoup plus les jabs qu'à son habitude (en particulier qu'au cours du combat contre Williams). Il est entré plus rapidement que Foreman dans le combat, dominant les deux premiers rounds en étant très actif. Les commentateurs se demandent combien de temps il va tenir ce rythme.
Peu à peu, Foreman entre dans le match, se montrant régulièrement plus précis que Morrison, mais sans refaire son retard. Le round 7 est l'occasion d'échange de coups puissants, mais les deux adversaires encaissent bien. Plus le combat avance, plus l'avance de Morrison aux points s'accroît. Mais le puncheur de l'Oklahoma n'a jamais disputé plus de neuf rounds au cours de sa carrière, et Foreman continue à marcher sur lui. Morrison est un temps en difficulté au cours du round 10, qu'il finit pourtant bien. Il tourne régulièrement le dos à Foreman, au point d'être hué au round 11. Au début du round 12, Morrison, particulièrement motivé, lève les bras. Il continue à appliquer sa tactique, mais il est épuisé. Un arrêt opportun (le sparadrap autour d'un gant de Foreman s'est détaché) lui permet de récupérer un peu et d'aller au bout du combat.
La décision est unanime : Morrison est déclaré vainqueur et nouveau champion du monde WBO, plus populaire que jamais. De plus, la manière dont il a mené le combat fait penser aux observateurs qu'il a franchi un palier en dominant tactiquement le combat de bout en bout.

#### Un titre mondial rapidement perdu
Cette victoire ouvre à Morrison de nouvelles portes, aussi la plupart de l'activité des mois qui suivent se déroule-t-elle en dehors du ring. Immédiatement après le combat, Lennox Lewis (tenant du titre WBC) propose à Morrison un match avec un partage moitié-moitié des gains. Cela déclenche une polémique car Lewis est un boxeur plus côté que Morrison, et qui devrait donc toucher plus de la moitié des gains. Mais Morrison est un poids lourd blanc et il bénéficie, comme Gerry Cooney en son temps (contre Holmes), d'une « prime de race ». Début juillet, le contrat est signé entre Lewis et Morrison qui toucheront plus de huit millions de dollars chacun pour un combat en mars 1994.
Ceci fixé, Morrison défend pour la première fois son titre le 30 août 1993. L'adversaire prévu est Mike Williams, mais celui-ci ne se présente pas en conférence de presse, et quand il arrive enfin à Kansas City pour le combat, il refuse de se soumettre au contrôle antidopage. Mais les promoteurs ne veulent pas annuler le combat. Ils trouvent un autre adversaire, Tim Tomashek, que Morrison domine aisément, ce que Morrison lui-même a contesté plus tard.
La deuxième défense, le 29 octobre, ne surprend pas moins les observateurs. Morrison doit affronter devant son public, à Tulsa (Oklahoma) le modeste Michael Bentt, qui n'a que 11 combats à son actif, et aucune victoire contre un adversaire de haut rang. Morrison démarre le premier round pied au plancher, accule rapidement Bentt dans les cordes. Mais alors qu'il est en train d'essayer d'ajuster Bentt, Morrison est touché par un crochet chanceux en contre et tombe au sol. Bentt ne laisse pas passer l'occasion et renvoie une seconde fois Morrison au sol. Morrison essaie de toucher Bentt, mais un troisième knock-down met fin au combat. Tommy Morrison vient de perdre son titre et, plus grave, cette défaite annule le combat prévu contre Lewis. Il a dilapidé en moins de deux minutes la crédibilité qu'il avait durement acquise face à Foreman et les huit millions de dollars qu'il s'apprêtait à toucher contre Lewis.

#### Morrison remonte la pente
Le coup est dur pour Morrison, qui commence également à faire parler de lui à la rubrique faits divers. Il bat néanmoins facilement des boxeurs moins réputés, Tul Toia et Brian Scott, puis Sherman Griffin par décision unanime. Face à Ross Puritty, il remporte la plupart des reprises d'un combat très difficile au cours duquel il est mis deux fois au sol, d'où un match nul.
En octobre 1994, Morrison est prêt à tenter de reconquérir son titre WBO, face à Herbie Hide. Morrison n'est pas donné favori contre le jeune (il a deux ans de moins que Morrison) et brillant boxeur anglais, vainqueur surprise de Bentt en mars. Mais la réunion, qui devait avoir lieu à Hong Kong, est annulée à la dernière minute : Le combat ne semble pas attirer un grand public, et la réunion risque de ne pas être rentable. Le manager de Hide, Barry Hearn, n'ayant pas eu les garanties financières qu'il souhaitait, retire ses boxeurs engagés. À la fin de l'année, lorsque Foreman surprend tout le monde en détrônant Michael Moorer, il est brièvement question d'une revanche Foreman-Morrison. Ce combat n'aura jamais lieu et Morrison doit se contenter, début 1995, de victoires face à des boxeurs de seconde catégorie. Il en conçoit une certaine amertume, se prétendant victime d'une discrimination inverse : puisqu 'il est blanc, on le considère comme mauvais et on ne lui donne pas sa chance. La vérité est que Morrison est considéré par certains comme un has-been[réf. nécessaire].
Il va pourtant avoir sa chance contre Donovan Ruddock. Le canadien, qui avait pris sa retraite après avoir été vaincu par Lennox Lewis dans un combat éliminatoire pour le titre WBC, tente un come-back. Le combat apparaît donc pour les deux boxeurs comme un combat de la dernière chance, la ceinture mineure IBC est en jeu. Le combat du 10 juin 1995 est un affrontement de puncheurs, où chacun cherche l'ouverture. Morrison se montre mobile, comme face à Foreman, tandis que Ruddock avance sur lui. Mais Morrison tente également des combinaisons au corps. Au round 1, Ruddock envoie Morrison au tapis d'un uppercut. Morrison refait surface au round 2, avec de bonne combinaisons. Sur un uppercut, Ruddock est compté debout. Le round 3 est équilibré. Au round 4, Ruddock semble prendre le dessus, mais Morrison finit très fort. Le round 5 voit la tendance se confirmer : Morrison est fatigué et Ruddock continue d'avancer, dominant largement son adversaire. Au round 6, Morrison en difficulté envoie Ruddock au tapis d'un crochet en contre. Il avance ensuite sur son adversaire, le coince dans les cordes et le bombarde de coups. Ruddock est compté debout. À cinq secondes de la fin du round, Morrison envoie une série à Ruddock, provoquant l'arrêt du combat par l'arbitre. Invaincu depuis 8 combats, Morrison voit son avenir se dégager.

#### Morrison contre Lewis
Le 7 octobre 1995, à Atlantic City, le combat qui avait été annulé en 1993 contre Lennox Lewis va avoir lieu. Lewis, malgré sa première défaite contre Oliver McCall l'année précédente, en est le favori. Au premier round, les adversaires s'observent. Lewis, qui dispose d'une allonge supérieure, utilise son jab pour tenir Morrison à distance. La tactique que Morrison avait utilisée pour vaincre Foreman ne fonctionne pas, car Lewis est beaucoup plus mobile que Foreman. Rapidement, l'œil droit de Morrison commence à se fermer. Il voit de moins en moins bien, et il est de plus en plus dominé. On se demande s'il va pouvoir disputer le sixième round, tant son œil est abîmé. Lewis l'envoie deux fois au tapis, avant que l'arbitre n'arrête le combat en raison de la blessure de Morrison. Au total, Lewis aura envoyé deux fois plus de coups que Morrison, dominant tactiquement et techniquement son adversaire dans un combat à sens unique.

#### Morrison séropositif
Morrison, vaincu, se prépare à essayer de revenir, comme il l'avait fait après les défaites contre Mercer et Bentt. Il a à présent vingt-sept ans et n'est plus vraiment un jeune espoir. Pourtant, il négocie avec Don King, le célèbre promoteur, pour plusieurs combats, dont un avec Tyson qui vient de sortir de prison. En attendant, le 9 février 1996, Morrison est programmé pour affronter Arthur Weathers à Las Vegas. Mais on annonce peu avant le combat que Morrison est « suspendu pour raisons médicales » par la Commission Athlétique du Nevada. Le combat est évidemment annulé. Dès le lendemain, les journaux reprennent une information non officielle : Tommy Morrison a été testé séropositif. Le 15 février, Morrison est certain qu'il est bien atteint du VIH, après un test de confirmation effectué par des médecins de son choix. Sa carrière est terminée.
À deux heures de l'après-midi, Morrison tient une conférence de presse dans un hôtel près de chez lui, entouré de ses proches. Il critique son mode de vie passé, « permissif, rapide et téméraire » (en matière de sexualité), son inconscience face au danger, et promet de s'engager pour les enfants séropositifs. Il appelle également à la généralisation des tests VIH dans le monde de la boxe. C'est un choc pour les États-Unis, et son histoire rappelle celle de Magic Johnson, le célèbre basketteur. Morrison passe à l'émission Dateline de Pam Shriver sur la NBC et à l'émission de Larry King pour tenir un discours semblable. Pendant ce temps, sa suspension a été logiquement étendue à l'ensemble des États du pays. Les débats sont nombreux pour savoir si le risque de transmission du VIH au cours d'un combat de boxe est réel, et la majorité des avis sont favorables à la limitation des risques par l'interdiction de combattre pour les boxeurs séropositifs.
En juin 1996, Tommy Morrison fonde avec son manager Tony Holden l'association « Knock Out AIDS ». Morrison souhaite financer l'association par un dernier combat, alors que Holden se montre réticent à cette idée. Plutôt que de chercher vainement l'accord des autorités aux États-Unis, Morrison se résout à combattre au Japon. La réunion aura pour tête d'affiche George Foreman. L'adversaire prévu de Morrison, Anthony Cooks, est arrêté peu avant la réunion pour un viol et une affaire de drogue. Il est remplacé par Marcus Rhode. Le 3 novembre 1996, le combat se déroule sous des règles spécialement conçues pour la situation : si un des deux combattants devait saigner, le combat serait immédiatement arrêté et le résultat serait déterminé par les cartes des juges. En fait, ces règles ne seront pas utilisées, puisque Morrison met trois fois Rhode au tapis dès le premier round, ce qui provoque un arrêt de l'arbitre. Morrison se retire de la boxe professionnelle avec un palmarès de 46 victoires (dont 40 par KO) pour 3 défaites et un nul.

### L'oubli progressif
La grande révélation de février 1996 passée, les journalistes rentrés chez eux, et le dernier combat au Japon gagné, Tommy Morrison disparaît quelque peu de l'actualité. Il reste néanmoins épisodiquement présent à la rubrique des faits divers, et fait l'objet de quelques articles qui résument son histoire et font le point sur sa situation.
La longue série des problèmes de Morrison avec la justice commence après la défaite contre Michael Bentt. Au mois de décembre 1993, il est accusé d'avoir frappé un étudiant. En janvier 1994, il plaide coupable et s'en tire avec une amende légère. En juin 1994, il frappe un homme devant un commissariat. En octobre 1995, peu après la défaite contre Lewis, il est accusé d'avoir frappé la mère d'un de ses fils et mordu une autre femme.

#### Vers la prison
Début septembre 1996 en Oklahoma, Morrison, alors qu'il attend dans sa voiture que le feu passe au vert, fait un malaise en raison des médicaments. La voiture de l'ancien champion est remorquée par la police qui y découvre une arme chargée. Pour ce délit, Morrison est condamné à six mois de prison avec sursis, peu de temps avant le combat contre Rhode.
Au début de l'année 1997, Morrison devient l'entraîneur de Brenda Rouse, une boxeuse, et signe un contrat pour le commentaire de vingt combats sur Fox Sports. Mais il apparaît à nouveau dans les faits divers : c'est d'abord une accusation de conduite en état d'ivresse en mars au Kansas pour laquelle il plaide coupable entre dans une période de probation de douze mois, puis un accident de la route en août dans sa ville de Jay, en Oklahoma, au cours duquel trois personnes sont blessées. Morrison transporte à nouveau une arme chargée.
Cette fois, l'ancien boxeur est condamné, début 1998, à six mois de prison ferme mais fait appel et est libéré sous caution. Pendant cette période, au cours du mois de juillet, il est de nouveau arrêté après avoir brûlé un feu rouge en état d'ivresse, toujours en Oklahoma. En raison de son état de santé et des délais de justice, Morrison ne peut être jugé rapidement. Il fait un court séjour en prison en mars 1999, mais est libéré parce qu'on craint des complications de santé liées au virus. Le 16 septembre 1999, Morrison est arrêté alors qu'il roule de manière erratique. On trouve de la drogue et une arme dans sa voiture. À nouveau, il est libéré sous caution, ce qui lui laisse la possibilité d'être victime, en tant que passager, d'un accident de voiture. Dans la corvette dans laquelle il se trouvait, la police découvre un arsenal. Dans l'affaire de la possession de drogue, Morrison choisit de plaider non coupable. Il est néanmoins mis en prison de manière préventive.
Début janvier 2000, il passe devant le juge en changeant sa position : il plaide coupable, et est condamné à dix ans de prison, dont huit avec sursis. Par la suite, Morrison va nier sa culpabilité et affirmer avoir été piégé en acceptant de plaider coupable.

#### Une santé qui se dégrade
Au cours des années 1997-2000, Tommy Morrison n'a pas suivi de traitement conventionnel contre le VIH. Il a peu à peu acquis des convictions indépendantes sur le virus et sur la manière dont il l'aurait contracté, convictions qu'il n'hésite pas à rendre publiques.
Dès le mois de mars 1996, Morrison, bien qu'il raille les cures de charlatan, se montre réticent au sujet des médicaments que les médecins lui prescrivent, et affirme qu'il préférerait un régime de vitamines et d'antioxydants, ce qu'il qualifie de « La manière naturelle de soigner le virus ». Il suit pourtant le traitement, tout en s'informant sur la maladie. Le malaise de septembre 1996 le décide à cesser le traitement du VIH qu'il suivait auprès du Docteur Ho, le médecin de Magic Johnson, inventeur de la méthode de dépistage dite de "charge virale". Il se tourne alors vers les théories de scientifiques hétérodoxes, comme le professeur et spécialiste des rétrovirus de l'université de Berkeley Peter Duesberg dont il admet les thèses principales sur le SIDA : le VIH ne serait pas un virus pathogène, la maladie serait due à la consommation de drogues (poppers) et d'antibiotiques, tous connus pour être de puissants immunodépresseurs. Pour Morrison, le corps pourrait très bien se guérir lui-même (et mieux encore avec un mode de vie sain) du VIH, et les médecins seraient manipulés par le gouvernement et les géants de l'industrie pharmaceutique.
La santé physique et mentale de Tommy Morrison se dégrade peu de temps avant Noël 1999, au point qu'on se demande si le SIDA ne se serait pas déclaré. Le changement majeur qu'entraîne l'emprisonnement en 2000 pour Tommy Morrison, c'est qu'il est désormais contraint de suivre un traitement contre le VIH. En effet, que son état de santé soit ou non simulé, Morrison se retrouve dans un centre pénitentiaire pour les détenus non violents de l'Arkansas où on le soigne. Il se plie difficilement aux règles de l'établissement et continue d'affiner sa théorie sur le VIH : à présent, il n'aurait pas contracté le virus par voie sexuelle, mais en faisant rentrer des bouts de peau morte avec la seringue qui lui servait à s'injecter des stéroïdes pendant sa carrière. Sa théorie est jugée fantaisiste par les médecins.

#### La vie familiale
À vingt ans, Tommy Morrison devient père de deux enfants de deux mères différentes. Il se fiance ensuite à Dawn Freeman, qu'il courtise depuis l'école secondaire. C'est avec elle qu'il se trouve pendant la conférence de presse où il annonce sa séropositivité en 1996. Il l'épouse en mai 1996. Mais il a rencontré en juillet 1994 une autre Dawn, Dawn Gilbert. Il a alors commencé à mener une double vie : fiancé à Dawn Freeman qui vit à Jay, où il passe ses week-ends ; vivant avec Dawn Gilbert la semaine sur son lieu d'entraînement. Lorsque Morrison épouse Dawn Freeman, Dawn Gilbert fait une dépression nerveuse. Morrison n'arrive pas à renoncer à Dawn Gilbert et, en septembre 1996, l'épouse, devenant ainsi bigame. Ce second mariage est annulé en 1998. Mais lorsque Morrison va en prison en 2000, Dawn Freeman s'éloigne de lui et ils finissent par divorcer. C'est alors que Dawn Gilbert revient sur le devant de la scène. Morrison se remarie avec elle en septembre 2001.
Pendant la période de prison, puis hors de prison, Morrison se soigne de manière classique (selon lui pour faire plaisir à sa femme). Rapidement, sa santé se rétablit au point que le virus devient indétectable dans son sang. Grâce à une méthode particulière d'insémination in vitro, le couple (malgré la séropositivité de Morrison) a un enfant en septembre 2003.

### Un retour contesté qui fait long feu
Si Tommy Morrison ne semble jamais s'être réellement résolu à abandonner la boxe et le devant de la scène, évoquant régulièrement au cours d'interviews un hypothétique retour, les choses se sont précisées à partir de 2003.

#### Les arguments
Morrison affirme que le virus n'est plus détectable dans son sang depuis 2000, sans toutefois rappeler que c'est la période à laquelle il a commencé à prendre ses médicaments. En juin 2003, alors qu'il a trente-quatre ans, son projet d'un retour sur le ring se précise par le biais de son site web. Pour lui, « le fait qu'il n'y a jamais eu un seul cas avéré dans l'histoire de quelqu'un contaminé par le VIH sur un ring me semble être une position largement assez forte en termes de justice ». Le fond de l'argumentation repose sur la notion de discrimination.
Pourtant, les choses évoluent lentement. Fin 2004, Morrison affirme toujours que le virus n'est toujours pas détectable dans son sang. En février 2006, dix ans après l'annonce de sa séropositivité, il prend contact avec un avocat, Randy Lang, pour défendre sa cause devant la Commission Athlétique de l'État du Nevada. En fait, Lang, en plus de la question de la discrimination, avance un nouvel argument totalement inattendu : le test de 1996 aurait été un faux positif. C'est l'augmentation des globules blancs causée par les stéroïdes qui aurait été détectée en 1996.
Les réactions sont nombreuses. C'est d'abord Dawn Gilbert, dont Morrison vient de divorcer, qui prétend que l'ex-champion WBO est bien séropositif, puisqu'il prend ses médicaments. Ce à quoi Lang répond deux choses : 1. Morrison n'a pas pris ses médicaments depuis des années ; 2. Dawn n'est pas séropositive alors qu'elle a eu des relations sexuelles non protégées avec Morrison pendant des années. Morrison, de son côté, prétend que les nombreux tests réalisés depuis 2002 se sont tous révélés négatifs.

#### Victoires sur le ring et doutes autour du ring
Début 2007, Morrison fait une demande pour obtenir l'autorisation de combattre en Arizona. Il se prête à un test sanguin, mais annule sa demande en affirmant qu'il s'est blessé à la main. Le résultat du test, négatif, est transmis Virginie (un État connu pour appliquer des règles laxistes) où Morrison obtient l'autorisation de combattre. Son premier combat depuis onze ans a lieu face à John Castle. Morrison gagne par KO au premier round.
Projetant un second combat en avril au Texas, Morrison doit à nouveau fournir la preuve qu'il est séronégatif. Des informations dans ce sens sont fournies au téléphone par un certain docteur Guerrero aux autorités texanes, qui donnent alors leur accord de principe. Mais la confirmation écrite n'arrive pas, et Morrison ne peut obtenir sa licence, ce qui provoque l'annulation du combat. Morrison rétracte alors sa demande et s'oriente vers une apparition en MMA contre John Stover, avec des règles aménagées : pas de combat au sol, pas de coups de pied ou de genou. Entre-temps, Randy Lang, licencié par Morrison, affirme à présent que le boxeur est bien séropositif (les documents ont été falsifiés ou les échantillons de sang échangés, selon lui). Mais le combat contre Stover doit avoir lieu dans une réserve indienne, ce qui évitera à Morrison d'avoir à passer un test sanguin. Le combat a bien lieu le 9 juin 2007. Morrison met Stover KO au premier round, lui cassant le nez au passage (les gants sont plus légers en MMA qu'en boxe). La foule le hue parce que les règles de MMA n'ont pas été respectées.
En février 2008, c'est au Mexique que Tommy Morrison combat. L'Association des Commissions de Boxe (ABC) écrit à la WBC et aux officiels de Mexico pour tenter d'empêcher le boxeur de combattre ; ce courrier est ignoré. Morrison gagne par KO au second round contre Matt Weisharr. En janvier 2009, il revient sur le ring au Wyoming pour affronter Corey Williams, malgré l'opposition de l'Association Américaine des Médecins Professionnels du Ring (AAPRP). Morrison gagne facilement son combat.

### Mort
En août 2013, un article du site internet de la chaîne ESPN rapporte des paroles de la mère du boxeur qui le décrit comme alité depuis plus d'un an, terrassé par le sida, et comme vivant ses derniers instants. Le même article précise d'ailleurs que la femme de Morrison, Trisha, ne croit pas que le sida soit la cause de sa maladie,.
Le 1er septembre 2013, Tommy Morrison meurt à Omaha, dans le Nebraska, aux (États-Unis), à l'âge de 44 ans.
Selon son certificat de décès, la mort a été provoquée par arrêt cardiaque dû à un choc septique lui-même provoqué par une affection de la bactérie Pseudomonas aeruginosa. Il n'est pas fait état d'un sida.

## Commentaire

### Style et carrière
« Je ne suis pas un boxeur, je suis un combattant » déclare Morrison dans une interview. C'est un parfait résumé de ce qui a fait de lui une star dans les années 1990. Morrison démarre vite ses combats, en se souciant peu de gérer. Il tente immédiatement de placer ses meilleurs coups, dont son fameux crochet gauche, et livre en général des combats spectaculaires. À cela s'ajoute un charisme évident qui le fait remarquer par Stallone pour Rocky 5, et une parenté plus ou moins avérée avec John Wayne.
On a souvent mis en avant les problèmes d'endurance récurrents du boxeur de Jay (en particulier son habituel coup de fatigue dans le cinquième round), qu'il essaie de compenser par un « cœur de la taille de l'Oklahoma », comme dans le combat contre Joe Hipp. Mais son point le plus faible est son manque de capacité à encaisser (son menton est qualifié de douteux, voire de cristal). Cependant, tous ceci est à nuancer en raison du combat contre Foreman, au cours duquel Morrison a fait preuve d'endurance et a encaissé quelques coups du redoutable « Big George ». De plus, ce combat a été essentiellement tactique et Morrison a réussi à rester discipliné durant les douze rounds.
Entre 1989 et 1996, Morrison n'a pas été très habile dans la gestion de sa carrière. En 1989, il livre dix-neuf combats. Avant son combat contre Mercer, il fait partie, avec Mercer, Moorer, Bowe et Lewis, des lourds invaincus. Il est à la fois le plus jeune et celui qui a le plus combattu, malgré l'interruption de plusieurs mois liée au tournage de Rocky 5. Il place parfois ses combats au plus mauvais moment, comme lorsqu'il accepte un match contre Bentt juste avant le combat contre Lewis.

### Quel avenir avant la suspension?
Une question se pose alors : Morrison avait-il l'étoffe pour gagner d'autres titres mondiaux ? À défaut de donner une réponse à cette question, on peut faire le décompte des arguments pour et contre.
Il faut rappeler que Morrison n'a connu que trois défaites dans sa carrière professionnelle. La première défaite a souvent été mise sur le compte de l'inexpérience : Mercer, trente ans, encaissant et laissant le jeune Morrison se fatiguer avant le contrer vicieusement. La seconde défaite peut-être imputée à la malchance et l'aveuglement, Bentt ayant prouvé par la suite que son niveau était médiocre. Seule la troisième défaite, face à Lewis (dernier adversaire de Morrison avant son exclusion de la boxe professionnelle) a été considérée comme logique par les observateurs (il ne semble pas que le combat aurait pu être très différent même si Morrison n'avait pas été très tôt handicapé dans sa vision). Du côté des victoires, on peut noter ses deux moments de bravoure : la victoire sur Foreman, d'abord, qui a été essentiellement tactique. Puis celle sur Ruddock, grâce au punch. Le reste de ses combats, contre des sans-grade, s'est en général soldé par des KO expéditifs. Morrison n'a rencontré ni Tyson, ni Holyfield, ni Bowe, ni Moorer.
Les différents commentaires qui ont été faits sur cette question, peuvent être synthétisés en deux hypothèses. Selon la première, Morrison aurait continué sa carrière en dents de scie. Il serait resté un cran en dessous des meilleurs, disputant quelques combats de prestige grâce à sa grande popularité et à l'argent que cette popularité pouvait rapporter aux promoteurs et à ses adversaires. Il aurait réalisé quelques coups d'éclat, aurait peut-être même obtenu un nouveau titre mondial, l'aurait perdu assez rapidement. Selon la seconde hypothèse, Morrison était en train de réunir les éléments pour une grande carrière et la réalisation des espoirs qui avaient été placés en lui au moment où il a été suspendu. Il aurait appris à gérer sa carrière en disputant moins de combats. Il aurait développé son sens tactique et la maîtrise de sa boxe. Et il serait devenu un champion du monde dominateur. Cette hypothèse, qui semble de loin la moins probable, est surtout soutenue par Morrison lui-même. Il reste le combat, atypique dans sa carrière, qu'il a livré contre Foreman pour donner un peu de poids à cette construction.

### Great White Hope
La question de la race est présente tout au long de la carrière de Tommy Morrison. Elle se cristallise autour de la notion de « Great White Hope » (« Grand Espoir Blanc »), curieux mélange entre label publicitaire et concept raciste. La boxe dans la catégorie poids lourds est à cette époque dominée par des boxeurs noirs (même si Tyson disparaît rapidement pour des raisons extra-sportives, Holyfield, Bowe, Moorer, Foreman, Lewis, etc. sont bien là).
Il est évident que, dans la première partie des années 1990, Morrison est le seul boxeur blanc à pouvoir prétendre à ce label. Le vieillissant Gerry Cooney, lui-même ancien Great White Hope, a été renvoyé dans ses foyers par Foreman au tout début de la décennie. Ce n'est pas l'Italien Damiani, lui aussi sur le déclin, qui va contester à Morrison ce « titre » encombrant. Aussi Morrison est-il très rapidement, avant même le tournage de Rocky 5, un boxeur prometteur blanc. Le boxeur lui-même n'est pas très intéressé par cette notion. « D'abord, c'est raciste. Ensuite, la plupart des "White Hopes" échouent » déclare-t-il, qu'il attribue aux médias.
Pourtant, au cours de sa carrière, il n'en utilise pas moins le caractère exceptionnel de sa couleur de peau à ce niveau pour négocier des contrats avantageux, en particulier pour le combat contre Lewis. Il obtient (virtuellement, car le combat n'aura pas lieu à ce moment-là) la moitié des gains, alors que Lewis détient un titre WBC bien plus prestigieux que le titre WBO. Plus tard, lorsqu'il est au bas de l'affiche, Morrison n'hésite pas à renverser l'argument, de manière peu convaincante. Il déclare qu'on associe de manière raciste la couleur de peau blanche à l'idée de boxeur de seconde zone, ce qui l'empêche de trouver des combats à son niveau.

### Morrison est-il porteur du VIH?
De manière générale, Morrison adhère au courant de pensée qui met en doute que le VIH soit la cause du SIDA. Mais il nie également, depuis 2006, être porteur du VIH ou même avoir jamais eu le moindre symptôme du virus.
Les tests qui ont conduit à l'exclusion de Morrison en 1996 étaient bien positifs, et sans équivoque (ce qui avait été confirmé par les médecins choisis par Morrison). Tous les observateurs se demandent donc si les résultats des tests fournis par Morrison pour obtenir ses licences depuis 2007 portent bien sur son sang.
Deux journalistes du New York Times enquêtent en juillet 2007 (voir la section #Sources. Ils ont obtenu les copies de trois documents :
- un test du 6 février, négatif pour les anticorps.
- un test du 14 février, qui ne détecte pas le VIH dans l'ADN (des lymphocytes).
- un test du 5 janvier, positif pour les anticorps, mais négatif pour l'ARN.

Si les tests ont bien été faits sur le sang de Morrison, le test du 5 janvier pourrait être interprété de la manière suivante : Morrison ferait partie d'une infime minorité de personnes pour lesquelles les tests d'anticorps sont répétitivement positifs, alors même qu'ils ne sont pas porteurs du virus (une situation analogue à celle des nouveau-nés de mère porteuse du VIH, qui héritent des anticorps de la mère sans pour autant être porteurs eux-mêmes du virus). Cependant, la position la plus souvent défendue est simplement que Morrison aurait pris les médicaments adéquats et se trouvait en phase de rémission. Le virus était donc devenu indétectable dans son sang, mais restait bien présent.

### Sources

#### Articles généraux
- (en) Tom Friend, « The Mismatch », ESPN mag,‎ 1998 (lire en ligne)
- (en) Tom Friend, « Rematch », ESPN mag,‎ 31 mars 2003 (lire en ligne)
- AP, « Morrison goes from No. 1 to No. 610788 », sur static.espn.go.com, 4 mai 2000 (consulté le 2 septembre 2009)

#### Pour la jeunesse et la carrière amateur
- (en) Phil Berger, « Cayton's Corner Attracts Rising Heavyweight Puncher », New York Times,‎ 3 mai 1989 (lire en ligne)
- (en) Phil Berger, « Neither Mercer Nor Morrison Set Out to Make His Living in the Ring », New York Times,‎ 17 octobre 1991 (lire en ligne)
- (en) « Tommy Morrison Trough The Years », New York Daily News,‎ 13 février 1996 (lire en ligne)
- Shawn M. Murphy, « Where Are They Now: Tommy Morrison », sur boxinginsider.com, 20 avril 2008 (consulté le 2 septembre 2009)
- William Plummer, « With a Winning Debut in Rocky V, Tommy Morrison Eyes the Real Thing: the World Heavyweight Championship », People,‎ 19 novembre 1990 (lire en ligne)

#### Pour la carrière professionnelle
Remarque : les combats sont souvent disponibles en « streaming » et une partie des informations est tirée des commentaires de HBO ou ESPN.
Les débuts :
- (en) « Morrison wins six-round decision », Ocala Star Banner,‎ 4 juillet 1989 (lire en ligne)

Rocky 5 et les suites du tournage :
- (en) Phil Berger, « Film Flam for 'Rocky' », New York Times,‎ 15 novembre 1989 (lire en ligne)
- (en) Vince Murray, « Undercard fighters disappoint », Ocala Star-Banner,‎ 17 décembre 1989 (lire en ligne)
- (en) UPI, « Stuntmen sue over injuries in 'Rocky' », The Bryan Times,‎ 26 avril 1990 (lire en ligne)
- (en) Phil Berger, « Bout Outside Ring: King Against Wynn », New York Times,‎ 18 avril 1990 (lire en ligne)
- (en) Phil Berger, « Holyfield Knocks Out An Ex-Aide's Payday », New York Times,‎ 3 octobre 1990 (lire en ligne)

Combat contre Vaulin :
- (en) « Holyfield Title Fight With Tyson Just a Battle of Promoters So Far », New York Times,‎ 24 avril 1991 (lire en ligne)
- Benny Henderson Jr, « An interview with Tommy Morrison - part 3 », sur tommymorrison.net (consulté le 12 septembre 2009)

Avant le combat contre Mercer :
- (en) « Results plus », New York Times,‎ 10 mai 1991 (lire en ligne)
- (en) Kim Pendery, « Sports Digest », St. Petersburg Times,‎ 20 juillet 1991 (lire en ligne)
- (en) Phil Berger, « One Round Is All Bowe Needs », New York Times,‎ 10 août 1991 (lire en ligne)

Combat contre Mercer :
- James Slater, « Boxing History: Ray Mercer - Tommy Morrison », sur saddoboxing.com, 24 avril 2006 (consulté le 2 septembre 2009)
- (en) Phil Berger, « Mercer Outlasts Morrison's Big Flurry », New York Times,‎ 20 octobre 1991 (lire en ligne)

Combat contre Joe Hipp :
- Benny Henderson Jr, « An interview with Tommy Morrison - part 1 », sur tommymorrison.net (consulté le 12 septembre 2009)

Combat contre Foreman et négociation avec Lewis :
- (en) Tom Friend, « Morrison defeats Foreman by decision », New York Times,‎ 8 juin 1993 (lire en ligne)
- (en) Paul Hayward, « Lewis to pay race supplement for Morrison: Britain's world champion has to offer 50-50 cut after America's 'great white hope' disposes of ancient Foreman », The Independent,‎ 9 juin 1993 (lire en ligne)
- (en) Gerald Eskenazi, « Lewis-Morrison Bout Set; Both to Earn $8 Million », New York Times,‎ 2 juillet 1993 (lire en ligne)
- (en) AP, « Lewis says no to fight with Bowe », Eugene Register Guard,‎ 21 juillet 1993 (lire en ligne)
- (en) « Morrison Loses Fight, $7.5 Million », New York Times,‎ 30 octobre 1993 (lire en ligne)

Après Bentt et avant Ruddock :
- (en) Harry Mullan, « Strange game of Hide and seek over money: Controversy continues to surround heavyweight fight as Morrison heads into the Orient in search of a world title », The Independent,‎ 22 octobre 1994 (lire en ligne)
- (en) Harry Mullan, « Furore over big fight fiasco », The Independent,‎ 23 octobre 1994 (lire en ligne)
- (en) Gerald Eskenazi, « Foreman Strikes A Solid Blow For the Ages », New York Times,‎ 7 novembre 1994 (lire en ligne)

Combat contre Ruddock et autour :
- (en) Gerald Eskenazi, « Morrison Aims to Add I.B.C. Jewel to Crown », New York Times,‎ 19 avril 1995 (lire en ligne)
- (en) Bill Gallo, « Razor: Tyson may not make the cut », New York Daily News,‎ 4 juin 1995 (lire en ligne)
- (en) AP, « Morrison survives to fight again », St. Petersburg Times,‎ 12 juin 1995 (lire en ligne)

Combat contre Lewis et autour :
- (en) Gerald Eskenazi, « Morrison Is Back in the Picture (Or Is He?) », New York Times,‎ 13 juin 1995 (lire en ligne)
- (en) Gerald Eskenazi, « Goal: Three Heavyweight Titles Into One », New York Times,‎ 4 juillet 1995 (lire en ligne)
- (en) « Lewis in danger zone », The Independent,‎ 22 juillet 1995 (lire en ligne)
- (en) Chris Curry, « Winding The Clock Back To 1995 With Lennox Lewis » (consulté le 12 septembre 2009)
- (en) « Lewis bashes Morrison », the Ledger,‎ 8 octobre 1995 (lire en ligne)

L'annonce de la séropositivité :
- (en) « Tommy Morrison tests positive for HIV, sources say », Knight-Ridder Tribune,‎ 11 février 1996 (lire en ligne)
- (en) Steve Springer, « A New Fight - After Second HIV Test Is Positive, Reflective Morrison Takes Blame », L.A. Times,‎ 16 février 1996 (lire en ligne)
- (en) Vic Ziegel, « Tommy set for new life after boxing », New York Daily News,‎ 15 février 1996 (lire en ligne)
- Jack McCallum et Richard O'Brien, « Point of No Return », 1996 (consulté le 12 septembre 2009)
- (en) Springer Steve, « A New Fight - After Second HIV Test Is Positive, Reflective Morrison Takes Blame », L.A. Times,‎ 16 février 1996 (lire en ligne)
- Richard Hoffer, « 'i Have Never Been So Wrong In My Life' », sur sportsillustrated.cnn.com, 26 février 1996 (consulté le 12 septembre 2009)
- (en) « Fighter in bout for life: Morrison deals with affliction », Kansas City Star,‎ février 1996 (lire en ligne)
- (en) Frank Keel, « Morrison's CourageMorrison's Courage », New York Times,‎ 25 février 1996 (lire en ligne)
- (en) George Vecsey, « Morrison Didn't Pay Attention », New York Times,‎ 16 février 1996 (lire en ligne)

La polémique autour du dernier combat :
- (en) « Tommy Morrison to make boxing comeback despite having HIV virus », The Independent,‎ 21 septembre 1996 (lire en ligne)
- (en) Selena Roberts, « Morrison Plans One More Fight Despite His H.I.V. Diagnosis », New York Times,‎ 20 septembre 1996 (lire en ligne)
- (en) AP, « Johnson Disagrees », New York Times,‎ 26 octobre 1996 (lire en ligne)
- (en) « Morrions schedules fight », The Spokesman-Review,‎ 16 octobre 1996 (lire en ligne)
- (en) Andrew Pollack, « Morrison and Foreman Prevail », New York Times,‎ 3 novembre 1996 (lire en ligne)

#### Justice et prison
Les problèmes avec la justice avant 1997 :
- (en) « Names in sport », Sunday Star News,‎ 28 janvier 1994 (lire en ligne)
- (en) « Morrison arrested », New Straits Times,‎ 21 juin 1994 (lire en ligne)
- (en) « Morrison charged in assault », Morning star,‎ 25 octobre 1995 (lire en ligne)
- (en) « Morrison faces weapons charge », Gainesville Sun,‎ 26 septembre 1996 (lire en ligne)
- (en) AP, « Morrison Pleads Guilty to Firearm Charge », New York Times,‎ 29 octobre 1996 (lire en ligne)

Pour les problèmes avec la justice après 1997 :
- (en) « Also... », The Ledger,‎ 19 avril 1997 (lire en ligne)
- (en) « Morrison Charges Resolved », New York Times,‎ 18 juillet 1997 (lire en ligne)
- (en) « Elsewhere », Pittsburgh Post-Gazette,‎ 22 août 1997 (lire en ligne)
- (en) AP, « Morrison Sentenced To 6 Months in Jail », New York Times,‎ 7 janvier 1998 (lire en ligne)
- (en) « Morrison charged with drunk driving », Eugene Register-Guard,‎ 18 juillet 1998 (lire en ligne)
- (en) « Bond is revoked for Morrison », New York Times,‎ 22 décembre 1999 (lire en ligne)
- AP, « Morrison says his life teaches lesson », sur assets.espn.go.com, 15 janvier 2000 (consulté le 12 septembre 2009)
- (en) « Ex-Champion Held On Drug Charges », New York Times,‎ 18 septembre 1999 (lire en ligne)
- AP, « Morrison arrested on intoxication, weapons charges », sur sports.espn.go.com, 22 décembre 1999 (consulté le 12 septembre 2009)
- (en) « Morrison pleads not guilty », New York Times,‎ 19 octobre 1999 (lire en ligne)

La prison :
- (en) David Boyce, « Morrison out of jail », Kansas City Star,‎ 22 décembre 1999 (lire en ligne)
- (en) « Morrison pleads guilty, sentenced », Gainesville Sun,‎ 15 janvier 2000 (lire en ligne)
- AP, « Morrison says his life teaches lesson », sur assets.espn.go.com, 15 janvier 2000 (consulté le 2 septembre 2009)
- AP, « Morrison reportedly having discipline problems », sur sports.espn.go.com, 19 janvier 2001 (consulté le 2 septembre 2009)
- Ivan Goldman, « To Hell And Back », sur iain.hampson.btinternet.co.uk, HBO, 1er novembre 2002 (consulté le 2 septembre 2009)

#### Le traitement du VIH
La critique du traitement :
- (en) Bruce Shoenfeld, « Tommy Morrison Wants You To Believe », POZ,‎ juillet 1997 (lire en ligne)

Le suivi du traitement :
- Jack McCallum et Richard O'Brien, « Point of No Return », sur sportsillustrated.cnn.com (consulté le 12 septembre 2009)

L'arrêt du traitement :
- l'arrêt : (en) AP, « FIGHTER IN BOUT FOR LIFE : MORRISON DEALS WITH AFFLICTION », Kansas City Star,‎ 1996 (lire en ligne)
- juillet 1997 : Voir l'article The Mismatch de Tom Friend
- mai 1998 : (en) Bob Raissman, « Morrison gets to talk the good fight », New York Daily News,‎ 17 mars 1993 (lire en ligne)
- (en) Michael Katz, « RING NO PLACE FOR ROBERTO PLEASE, DURAN, NO MAS », New York Daily News,‎ 6 mai 1998 (lire en ligne)

La santé se dégrade :
- (en) « Bond Is Revoked For Morrison », New York Times,‎ 22 décembre 1999 (lire en ligne)
- AP, « Morrison says his life teaches lesson », sur assets.espn.go.com, 2000 (consulté le 12 septembre 2009)
- AP, « Morrison says his life teaches lesson », sur espn.go.com, 15 janvier 2001 (consulté le 12 septembre 2009)

La reprise du traitement :
- Pete McEntegart, « HIV ended boxer Tommy Morrison's career. Now a new life is about to begin », sur sportsillustrated.cnn.com, 2003 (consulté le 12 septembre 2009)
- (en) Mike Lewis, « Morrison sets sights on relaunching his career », The Telegraph,‎ 29 juin 2003 (lire en ligne)
- Benny Henderson Jr, « Tommy Morrison talks about fighting, his faith and his future », sur doghouseboxing.com, 2004 (consulté le 12 septembre 2009)

#### Le come-back et les questions
Un bon article du New York Times :
- (en) John Eligon et Duff Wilson, « Morrison Says Error in H.I.V. Test Hurt Career », New York Times,‎ 22 juillet 2007 (lire en ligne),

- Jeffray Flanagan (KCS), « HIV Hasn't Kept Boxer Tommy Morrison From Becoming a Father Again »(Archive.org • Wikiwix • Archive.is • Google • Que faire ?), sur thebody.com, 2003 (consulté le 12 septembre 2009)
- Pete McEntegart, « HIV ended boxer Tommy Morrison's career. Now a new life is about to begin », sur sportsillustrated.cnn.com, 2003 (consulté le 12 septembre 2009)

L'argument du faux positif :
- Mark Workman, « Tommy Morrison: Still Walking Tall », sur boxingscene.com, 2006 (consulté le 12 septembre 2009)
- (en) Norm Frauenheim, « Morrison plans comeback, braces for opposition », USA Today,‎ 29 avril 2006 (lire en ligne)
- Casile, « Tommy Morrison: Wants Mike Tyson and is HIV Free », sur http://www.doghouseboxing.com, 18 juillet 2006
- Gary Herman, « Tommy Morrison comeback update »(Archive.org • Wikiwix • Archive.is • Google • Que faire ?), sur 15rounds.com, 2006 (consulté le 12 septembre 2009)
- (en) Brian Doogan, « Tommy Morrison: I’ve never had any symptoms of HIV », The Times,‎ 6 janvier 2008 (lire en ligne)
- Mark Vester, « Ex-Wife Claims Morrison Still HIV+ », sur boxingscene.com, 2006 (consulté le 12 septembre 2009)
- AP, « Morrison's former agent says fighter tested positive for HIV »(Archive.org • Wikiwix • Archive.is • Google • Que faire ?), sur sportingnews.com, 8 juin 2007 (consulté le 12 septembre 2009)
- (en) JOHN ELIGON et DUFF WILSON, « Morrison Says Error in H.I.V. Test Hurt Career - p.2 », New York Times,‎ 22 juillet 2007 (lire en ligne)
- (en) « Tommy Morrison comes back after battling drugs, drink and HIV », Daily Times,‎ 23 février 2007 (lire en ligne)

Les démarches :
- Dan Rafael, « Morrison medically cleared to fight Thursday », sur sports.espn.go.com, 20 février 2007 (consulté le 12 septembre 2009)
- Dan Rafael, « Morrison's blood tests negative for second time », sur sports.espn.go.com, 27 avril 2007 (consulté le 12 septembre 2009)
- (en) AP, « Morrison withdraws Texas license request », USA Today,‎ 2 mai 2007 (lire en ligne)
- AP, « Morrison withdraws Texas license request », sur boxingscene.com, 2007 (consulté le 12 septembre 2009)
- WBC, « WBC Responds: Tommy Morrison Accusations », sur boxingscene.com, 2008 (consulté le 12 septembre 2009)
- ABC, « Open Letter From Association Of Boxing Commissions President To WBC Chairman », sur saddoboxing.com, 2008 (consulté le 12 septembre 2009)
- Benny Henderson Jr, « Tommy Morrison states: “The Fight is on!” », sur doghouseboxing.com, 2008 (consulté le 12 septembre 2009)
- Srithar Visuasam, « Tommy Morrison Returns to the Ring on January 31st 2009 »(Archive.org • Wikiwix • Archive.is • Google • Que faire ?), sur eastsideboxing.com, 2009 (consulté le 12 septembre 2009)

Les combats :
- AP, « Sports Briefs », sur firstcoastnews.com, 23 février 2007 (consulté le 12 septembre 2009)
- « Morrison hears boos from crowd after first-round KO of Stover », sur sports.espn.go.com, 2007 (consulté le 12 septembre 2009)
- AP, « Julio Cesar Chavez Jr. wins WBC continental super welterweight title with eighth-round TKO »(Archive.org • Wikiwix • Archive.is • Google • Que faire ?), sur sportingnews.com, 2007 (consulté le 12 septembre 2009)
- Suge Green, « Tommy Morrison KO1 Corey Williams...Comeback Continues »(Archive.org • Wikiwix • Archive.is • Google • Que faire ?), sur eastsideboxing.com, 2007 (consulté le 12 septembre 2009)

#### Autres
La vie familiale :
- Jeffrey Flanagan (KCS), « HIV Hasn't Kept Boxer Tommy Morrison From Becoming a Father Again0 »(Archive.org • Wikiwix • Archive.is • Google • Que faire ?), sur thebody.com, 2003 (consulté le 12 septembre 2009)
- Pete McEntegart, « Positive Development », sur sportsillustrated.cnn.com, 2003 (consulté le 12 septembre 2009)

Le style et la carrière :
- Pour la carrière, voir le lien vers boxrec ci-dessous.
- Mike Casile, « Tommy Morrison: Wants Mike Tyson and is HIV Free », sur doghouseboxing.com, 18 juillet 2006 (consulté le 12 septembre 2009)
- (en) Phil Berger, « Amid Heavyweights, Moorer Is on the Move », New York Times,‎ 16 février 1991 (lire en ligne)

Great White Hope
- (en) Seymour Rothman, « Are these white hopes or wishful thinkers », Toledo Blade,‎ 16 février 1991 (lire en ligne)
- (en) Ron Borges, « The Russians Are coming -- To fight as pros », Boston Globe,‎ 7 mai 1989 (lire en ligne)
- Mike Casile, « Tommy Morrison: Wants Mike Tyson and is HIV Free », sur doghouseboxing.com, 18 juillet 2006 (consulté le 12 septembre 2009)